# Nemea (Weinbauregion)
 Nemea (Νεμέα) O.P.A.P. ist eine auf der nordöstlichen Peloponnes gelegene griechische Weinbauregion. In Griechenland gilt sie neben Naoussa als die bedeutendste Appellation für qualitativ hochwertige Rotweine. Im Zentrum des Gebietes südwestlich der Hafenstadt Korinth liegt die Kleinstadt Nemea. Von Nemea aus führen die Wanderwege „Wege des Weins“ (griechisch Δρόμοι του Κρασιού) in die Weinberge. Weine aus der Region tragen die rote Banderole einer O.P.A.P. (Onomasia proléfseos anoteras piótitos (griechisch Ονομασία προελευσέως ανωτέρας ποιότητος)), der höchsten griechischen Qualitätsstufe. Das hügelige, bis in Mittelgebirgslagen aufsteigende Gebiet ist vor den scharfen Meltemi-Winden aus dem Norden durch die Bergkette des Kyllini gut geschützt. Das Klima ist sommertrocken und sehr heiß. Wassermangel vor allem im Frühjahr kann ebenso problematisch werden, wie zu früh einsetzende Herbstregenfälle. In dem für viele Weinbauregionen zum Teil sehr schwierigen Jahr 2002 konnten in Nemea überhaupt keine O.P.A.P. Weine gekeltert werden.

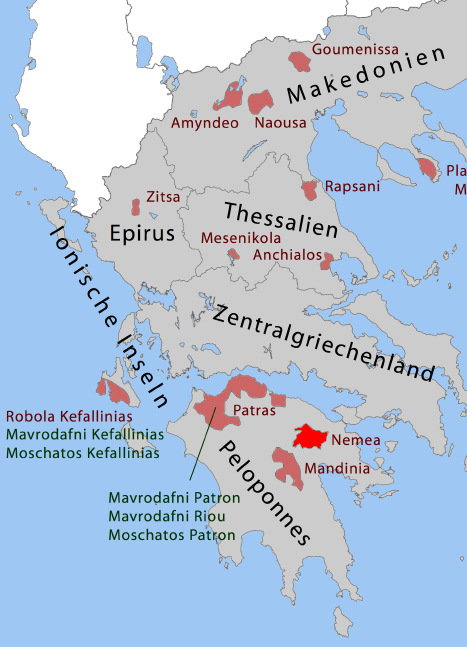
Hellrot: O.P.A.P. Nemea

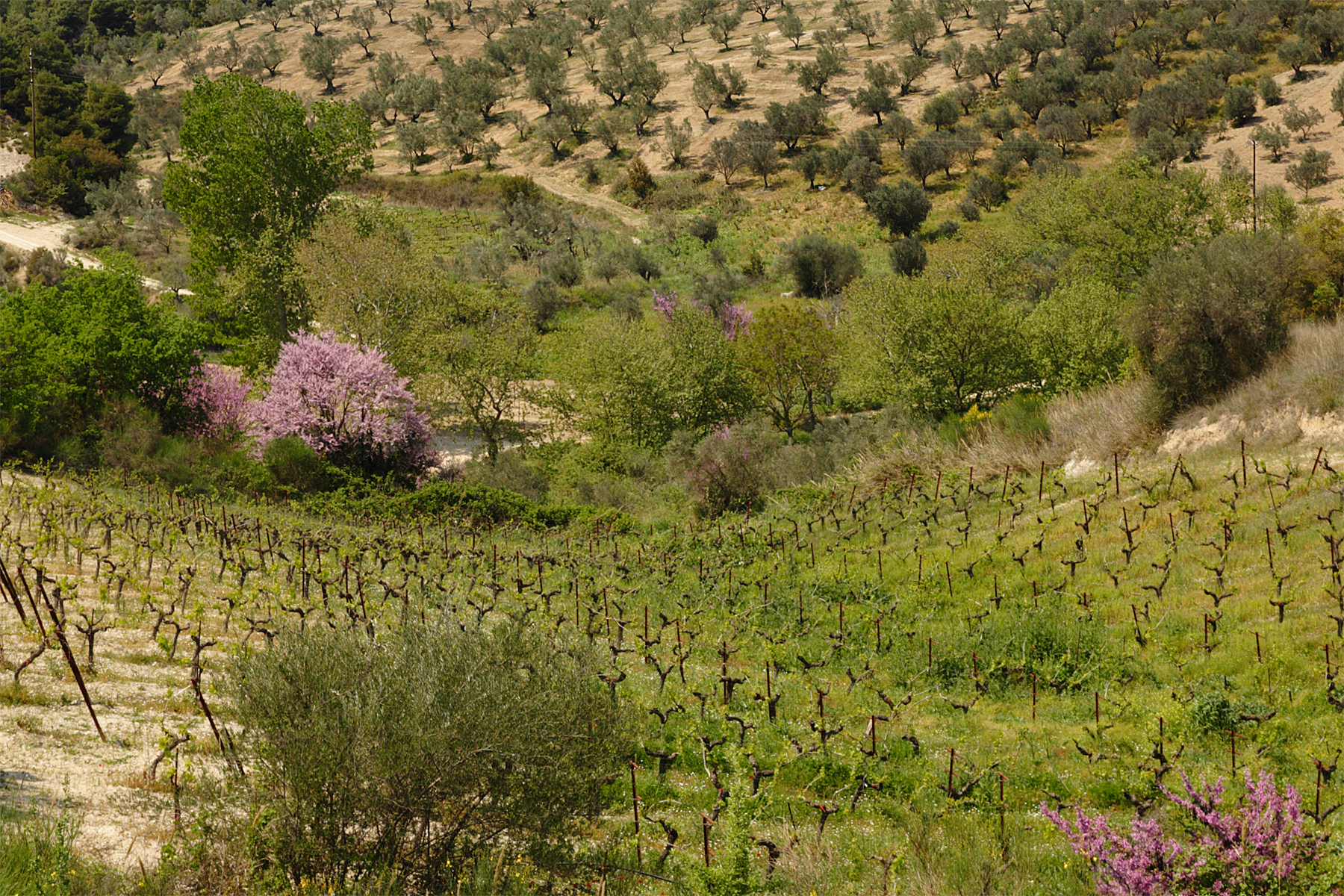
Wein- und Olivenhain, Region Nemea, Peloponnes. Biodiversität ist möglich

Für O.P.A.P.-Weine sind nur solche zugelassen, die sortenrein aus der Rebsorte Agiorgitiko gekeltert werden, deren Name sich von Agios Georgios ableitet, dem früheren Namen Nemeas. Erzeugt werden vor allem trockene Rotweine, daneben können aber auch halbsüße und süße Weine die O.P.A.P. – Banderole tragen. Die guten und exzellenten Qualitäten werden in Fässern aus französischer Eiche ausgebaut, in denen sie zumindest ein Jahr reifen. Innerhalb der Appellation sind an die 2000 Hektar mit Agiorgitiko bestockt, aus denen die Appellationsweine gekeltert werden können, sofern sie den Appellationsstatuten in Bezug auf Hektarertrag und Mindestzuckergewicht (siehe Mostgewicht) entsprechen. Die Lese in den niedrigen Lagen beginnt im letzten Septemberdrittel und endet in den höhergelegen Gebieten und den besten Lagen erst Ende Oktober.
Die nach der Höhenlage in drei Subzonen unterteilte Weinbauregion verteilt sich auf 16 Dörfer. Die untersten Lagen vom Talgrund auf etwa 250 Metern bis zu einer Höhenlage von 450 Metern weisen die fruchtbarsten Böden und die heißesten Mikroklimate auf. Die Weine sind schwer, tanninbetont und erreichen oft 14 und mehr Volumenprozent. Aus diesen Lagen stammen die meisten süßen und halbsüßen Weine der Region. Die nächste Höhenstufe reicht bis etwa 650 Meter. Die Weine aus diesen Lagen entsprechen dem modernen Nemea-Typ. Sie sind etwas alkoholärmer und weniger farbintensiv, fruchtiger, weisen mehr Säure und weniger Tannin auf. Die letzte Höhenstufe reicht bis etwa 900 Meter. Die besten Lagen liegen auf der Hochebene von Asprokambos. Während früher aus dieser Region vor allem frische, säurebetonte Roséweine stammten, werden heute auch Premium-Nemeas gekeltert, die unter dem besonderen Label Progefsi Nemeas vermarktet werden. In letzter Zeit wird eine Lagenklassifizierung entsprechend dem französischen cru-System erwogen.
Neben den sortenreinen Nemeas erzeugen die meisten Kellereien verschiedene Cuvées aus unterschiedlichen autochthonen und internationalen Reben mit oft sehr guten Qualitäten. Kleine Parzellen sind auch, insbesondere in den höheren Lagen mit weißen Rebsorten, vor allem Savatiano, Roditis, Moschofilero, gelegentlich auch mit Assyrtiko und verschiedenen internationalen Reben bestockt. Die daraus gewonnenen Weine erreichen oft sehr ansprechende Tafelweinqualitäten und sollten nicht gänzlich übersehen werden. Einige Kellereien erzeugen auch kleine Quantitäten an Retsina, von denen einige beweisen, dass die Begriffe Retsina und Qualitätswein nicht notwendigerweise im Widerspruch zueinander stehen müssen. Seit den 1990er Jahren ist auch das Weingut Katogi Strofilia in der Region tätig.